# Roncenay
Roncenay ist eine französische Gemeinde mit 170 Einwohnern (Stand 1. Januar 2022) im Département Aube in der Region Grand Est (vor 2016 Champagne-Ardenne). Sie gehört zum Arrondissement Troyes und zum Kanton Les Riceys. Die Einwohner nennen sich Roncenaysiens/Roncenaysiennes. 

## Geografie
Die Gemeinde liegt etwa 11 Kilometer südsüdwestlich von Troyes im Süden des Départements Aube. Die Gemeinde besteht aus dem Dorf Roncenay, das sich aus mehreren nun zusammengewachsenen Teilen entlang der wichtigsten Straßen gebildet hat. Die Ousse, ein kleiner Fluss, durchquert die Gemeinde und bildet streckenweise die Gemeindegrenze. Nachbargemeinden sind Saint-Pouange im Norden, Villemereuil im Nordosten, Villy-le-Maréchal im Osten, Assenay im Südosten, Saint-Jean-de-Bonneval im Süden, Villery im Südwesten sowie Bouilly im Westen.

## Geschichte
Der Ort wurde 1200 unter dem lateinischen Namen Roncenaium erstmals in einem Dokument erwähnt. Eine erste französische Form tauchte als Roncenai in einem Dokument in den 1220er-Jahren auf. Roncenay war Teil der Vogtei (Bailliage) Troyes. Bis zur Französischen Revolution lag die Gemeinde in der Provinz Champagne. Von 1793 bis 1801 war Roncenay dem Distrikt Ervy und dem Kanton Saint Jean de Bonneval zugeteilt. Von 1801 bis 2015 lag die Gemeinde im Kanton Bouilly und ist seither Teil des Kantons Les Riceys. Seit 1801 gehört Roncenay zum Arrondissement Troyes.

### Bevölkerungsentwicklung
| Jahr                       | 1962 | 1968 | 1975 | 1982 | 1990 | 1999 | 2007 | 2019 |
| Einwohner                  | 79   | 75   | 102  | 121  | 165  | 134  | 133  | 159  |
| Quellen: Cassini und INSEE |      |      |      |      |      |      |      |      |

## Verkehr
Roncenay liegt unweit von bedeutenden überregionalen Verkehrswegen. Eine Haltestelle gibt es in der Gemeinde seit 1996 keine mehr. Damals wurde die Strecke von Troyes nach Saint-Florentin stillgelegt. Die noch bestehende Bahnlinie von Roncenay Richtung Troyes dient dem Güterverkehr. In Troyes gibt es gute Verkehrsverbindungen auf der Schiene und per Bus. Wenige Kilometer nördlich führt die E54 vorbei. Der nächstgelegene Anschluss ist in Saint-Thibault. Für den regionalen Verkehr sind die D109 und D190 wichtig, die durch das Dorf führen.

## Sehenswürdigkeiten
- Lavoir (Waschhaus) an der Ousse
- Gedenkplatte für die Gefallenen an der Fassade des Rathauses[1]